# Zhargalma Tcyrenova
Zhargalma Tcyrenova (née le 9 avril 1989) est une lutteuse russe.

## Palmarès

### Championnats d'Europe
- Médaille d'argent en catégorie des moins de 59 kg en 2013 à Tbilissi